# Lienzer Hütte
Die Lienzer Hütte ist eine Schutzhütte der Sektion Lienz des Österreichischen Alpenvereins. Die Hütte wird von Anfang Juni bis Anfang Oktober bewirtschaftet.
In den Wintermonaten steht der Winterraum zur Verfügung, der über ein Alpenvereins-Schloss zugänglich ist. Den Schlüssel erhalten Mitglieder der Alpenvereine bei ihrer Sektion gegen Schutzgebühr.

## Anreise
Mit PKW über Lienz in Osttirol, von dort nach Nussdorf-Debant, weiter auf dem Güterweg ins Debanttal bis zum Parkplatz Seichenbrunn auf 1686 m ü. A.

## Zustiege
- Variante 1: Ab Parkplatz Seichenbrunn über den Natur- und Kulturlehrpfad zur Lienzer Hütte (Gehzeit ca. 1 ½ Stunden).
- Variante 2: Ab Parkplatz Seichenbrunn über den Güterweg zur Lienzer Hütte (Gehzeit ca. 1 Stunde).
- Variante 3: Von Lienz mit der Gondelbahn aufs Zettersfeld, weiter mit dem 4er Sessellift auf das Steinermandl, von dort den markierten Lienzer Höhenweg (Steig Nr. 938) zur Lienzer Hütte (Gehzeit ca. 4 ½ Stunden).

## Übergänge von Nachbarhütten zur Lienzer Hütte
- Von der Hochschoberhütte über das Leibnitztörl und Gartlsee auf Steig Nr. 914.
- Von Kals am Großglockner über das Lesachtal und Kalser Törl.
- Von der Elberfelder Hütte zum Gössnitzkopf-Biwak und Gössnitzscharte auf Steig Nr. 915.
- Von der Adolf-Noßberger-Hütte über Eissee und Niedere Gradenscharte auf Steig Nr. 916.
- Von der Wangenitzseehütte über die untere Seescharte auf Steig Nr. 917.

## Hüttengipfel
- Alkuser Rotspitze, 3053 m ü. A.
- Hochschober, 3240 m ü. A.
- Debantgrat, 3055 m ü. A.
- Glödis, 3206 m ü. A.
- Gössnitzkopf, 3096 m ü. A.
- Keeskopf, 3081 m ü. A.
- Hoher Perschitzkopf, 3125 m ü. A.
- Petzeck, 3283 m ü. A.